# Saint-Aubin (Essonne)
Pour les articles homonymes, voir Saint-Aubin.
Saint-Aubin (prononcé [sɛ̃t obɛ̃] ) est une commune française située à 22 kilomètres au sud-ouest de Paris dans le département de l'Essonne en région Île-de-France.
Ses habitants sont appelés les Saint-Aubinois.

## Géographie

### Situation
| Type d’occupation           | Pourcentage | Superficie (en hectares) |
| --------------------------- | ----------- | ------------------------ |
| Espace urbain construit     | 19,4 %      | 69,37                    |
| Espace urbain non construit | 24,2 %      | 86,49                    |
| Espace rural                | 56,5 %      | 202,04                   |
| Source : Iaurif             |             |                          |

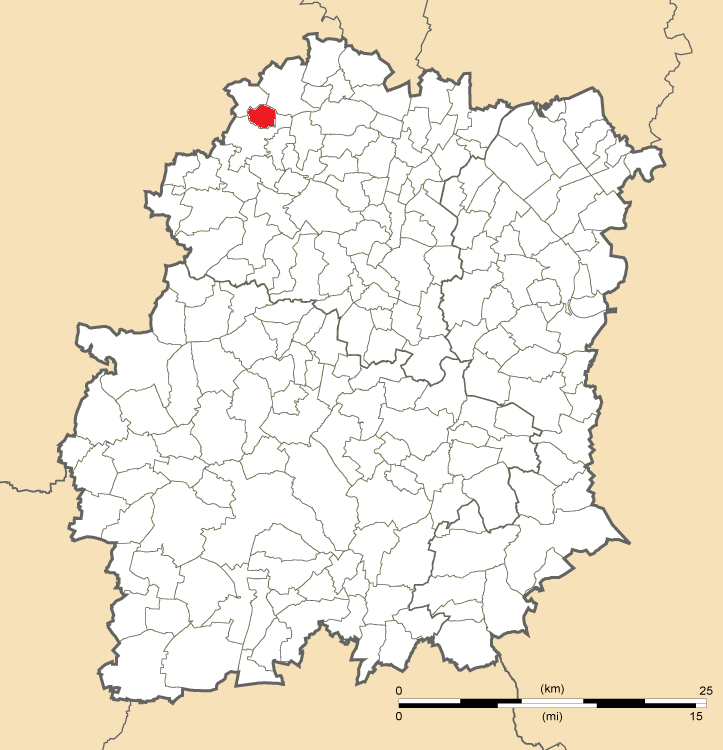
Position de Saint-Aubin en Essonne.

Saint-Aubin est situé à 22 kilomètres au sud-ouest de Paris-Notre-Dame, point zéro des routes de France, 24 kilomètres au nord-ouest d'Évry, sept kilomètres à l'ouest de Palaiseau, 13 kilomètres au nord-ouest de Montlhéry, 16 kilomètres au nord-ouest d'Arpajon, 23 kilomètres au nord-est de Dourdan, 27 kilomètres au nord-ouest de Corbeil-Essonnes, 30 kilomètres au nord-ouest de La Ferté-Alais, 31 kilomètres au nord-ouest d'Étampes, 42 kilomètres au nord-ouest de Milly-la-Forêt.

### Communes limitrophes
Saint-Aubin est bordé par les communes de Villiers-le-Bâcle et Saclay au nord, et Gif-sur-Yvette au sud.

### Climat
Pour des articles plus généraux, voir Climat de l'Île-de-France et Climat de l'Essonne.
En 2010, le climat de la commune est de type climat océanique dégradé des plaines du Centre et du Nord, selon une étude du CNRS s'appuyant sur une série de données couvrant la période 1971-2000. En 2020, Météo-France publie une typologie des climats de la France métropolitaine dans laquelle la commune est exposée à un climat océanique altéré et est dans la région climatique Sud-ouest du bassin Parisien, caractérisée par une faible pluviométrie, notamment au printemps (120 à 150 mm) et un hiver froid (3,5 °C).
Pour la période 1971-2000, la température annuelle moyenne est de 10,8 °C, avec une amplitude thermique annuelle de 15,1 °C. Le cumul annuel moyen de précipitations est de 666 mm, avec 11,3 jours de précipitations en janvier et 7,9 jours en juillet. Pour la période 1991-2020, la température moyenne annuelle observée sur la station météorologique la plus proche, située sur la commune de Toussus-le-Noble à 4 km à vol d'oiseau, est de 11,5 °C et le cumul annuel moyen de précipitations est de 677,0 mm,. Pour l'avenir, les paramètres climatiques de la commune estimés pour 2050 selon différents scénarios d'émission de gaz à effet de serre sont consultables sur un site dédié publié par Météo-France en novembre 2022.
| Mois                                  | jan.             | fév.             | mars           | avril           | mai           | juin           | jui.           | août          | sep.           | oct.            | nov.             | déc.           | année      |
| ------------------------------------- | ---------------- | ---------------- | -------------- | --------------- | ------------- | -------------- | -------------- | ------------- | -------------- | --------------- | ---------------- | -------------- | ---------- |
| Température minimale moyenne (°C)     | 1,6              | 1,4              | 3,5            | 5,5             | 8,9           | 12,1           | 13,9           | 13,6          | 10,6           | 8               | 4,5              | 2,1            | 7,1        |
| Température moyenne (°C)              | 4,2              | 4,7              | 7,8            | 10,6            | 14,1          | 17,4           | 19,6           | 19,4          | 15,8           | 11,9            | 7,4              | 4,6            | 11,5       |
| Température maximale moyenne (°C)     | 6,7              | 8                | 12,1           | 15,8            | 19,3          | 22,8           | 25,2           | 25,2          | 21             | 15,9            | 10,4             | 7,1            | 15,8       |
| Record de froid (°C) date du record   | −17,4 17.01.1985 | −12,8 07.02.1991 | −10,2 13.03.13 | −5,1 12.04.1986 | −2 03.05.1967 | 1,6 04.06.1991 | 4,9 09.07.1965 | 4,7 21.08.14  | 1,1 30.09.1995 | −4,2 30.10.1985 | −11,3 30.11.1969 | −14 31.12.1970 | −17,4 1985 |
| Record de chaleur (°C) date du record | 15,1 28.01.02    | 21,1 27.02.19    | 25,1 31.03.21  | 28,3 20.04.18   | 31,7 27.05.05 | 37,5 21.06.17  | 40,8 25.07.19  | 39,3 12.08.03 | 35,1 09.09.23  | 29,8 01.10.1985 | 20,7 01.11.14    | 16,7 07.12.00  | 40,8 2019  |
| Précipitations (mm)                   | 55,3             | 46,9             | 49,5           | 49,6            | 68,2          | 55,4           | 53,3           | 58,2          | 52,1           | 61,3            | 60,8             | 66,4           | 677        |

## Urbanisme

### Typologie
Au 1er janvier 2024, Saint-Aubin est catégorisée ceinture urbaine, selon la nouvelle grille communale de densité à sept niveaux définie par l'Insee en 2022.
Elle appartient à l'unité urbaine de Paris, une agglomération inter-départementale regroupant 407  communes, dont elle est une commune de la banlieue,,. Par ailleurs la commune fait partie de l'aire d'attraction de Paris, dont elle est une commune de la couronne,. Cette aire regroupe 1 929 communes,.

## Climat
Saint-Aubin est située en Île-de-France et bénéficie d'un climat océanique dégradé. En moyenne annuelle, la température relevée s'établit à 10,8 °C avec une moyenne maximale de 15,2 °C et une moyenne minimale de 6,4 °C. La température réelle maximale intervient en juillet avec 24,5 °C et la réelle minimale en janvier avec 0,7 °C. Elle se distingue de Paris par un écart constant négatif de 2 °C, qui s'explique notamment par la différence de densité urbaine entre la capitale et sa banlieue. L'influence du climat continental engendre des records extrêmes avec −19,5 °C relevés le 17 janvier 1985 et 38,2 °C enregistrés le 1er juillet 1952. L'ensoleillement est comparable aux régions du nord de la Loire avec 1 798 heures en moyenne sur l'année, et les précipitations sont également réparties avec une moyenne de cinquante millimètres par mois et un total de 598,3 millimètres de pluie sur l'année. Le record de précipitations a été établi le 17 juin 1970 avec 78,9 millimètres tombés en vingt-quatre heures.
| Mois                              | jan. | fév. | mars | avril | mai  | juin | jui. | août | sep. | oct. | nov. | déc. | année |
| --------------------------------- | ---- | ---- | ---- | ----- | ---- | ---- | ---- | ---- | ---- | ---- | ---- | ---- | ----- |
| Température minimale moyenne (°C) | 0,7  | 1    | 2,8  | 4,8   | 8,3  | 11,1 | 13   | 12,8 | 10,4 | 7,2  | 3,5  | 1,7  | 6,4   |
| Température moyenne (°C)          | 3,4  | 4,3  | 7,1  | 9,7   | 13,4 | 16,4 | 18,8 | 18,5 | 15,6 | 11,5 | 6,7  | 4,3  | 10,8  |
| Température maximale moyenne (°C) | 6,1  | 7,6  | 11,4 | 14,6  | 18,6 | 21,8 | 24,5 | 24,2 | 20,8 | 15,8 | 9,9  | 6,8  | 15,2  |
| Ensoleillement (h)                | 59   | 89   | 134  | 176   | 203  | 221  | 240  | 228  | 183  | 133  | 79   | 53   | 1 798 |
| Précipitations (mm)               | 47,6 | 42,5 | 44,4 | 45,6  | 53,7 | 51   | 52,2 | 48,5 | 55,6 | 51,6 | 54,1 | 51,5 | 598,3 |

### Voies de communication et transports
La commune est desservie par des lignes de bus régulières, la ligne 10 (Mobicaps) entre Gif-sur-Yvette et Buc, la ligne 9 (Mobicaps) entre Les Ulis et la Gare de Jouy en Josas et la ligne 91.06 entre Massy et Saint-Quentin-en-Yvelines.

### Lieux-dits, écarts et quartiers
Le hameau du Mesnil-Blondel, situé à l'écart du village, abrite un haras. Ce hameau se trouve sur le plateau de Saclay, de même que le village de Saint-Aubin.
Par contre, la commune regroupe deux autres hameaux, le Billehou et le Fond Guérin, qui sont eux situés dans la vallée de la Mérantaise, un affluent de l'Yvette.

## Toponymie
L'origine du nom du village est mal connue. Il l'aurait reçu en 556, lorsque des reliques de saint Aubin, évêque d'Angers, furent apportées au village[réf. nécessaire]. Le saint y est honoré, sans que l'on sache depuis quelle date précisément. Le village est ensuite recensé sous le nom Sanctus Albinus en 1205.
La commune fut appelée Mesnil-Marat durant la Révolution, et fut renommée sous son nom actuel en 1793.

## Histoire
La paroisse de Saint-Aubin fut longtemps liée à l'abbaye du Val-de-Gif à Gif-sur-Yvette, jusqu'au XVe siècle et XVIIIe siècle.
Ensuite, le village (ou plutôt, la « ferme ») fut contrôlée par la famille de seigneurs Le Grenne[réf. nécessaire].
Pendant la Révolution française, la commune prit un temps le nom de Mesnil-Marat, avant de reprendre celui de Saint-Aubin sous le Concordat.
Avant la réorganisation des départements d'Île-de-France, Saint-Aubin se trouvait en Seine-et-Oise (code INSEE : 78538).

### Les Hospitaliers
En 1299, Jean d'Issy fait don du membre de Saint-Aubin et de tout ce qui en dépendait aux Hospitaliers de l'ordre de Saint-Jean de Jérusalem. Cette seigneurie devient alors une dépendance du prieuré hospitalier de Saint-Jean de Latran puis de la maison de l'hôpital de Louviers (domus Hospitalis de Loveriis).

## Population et société

### Démographie

#### Évolution démographique
L'évolution du nombre d'habitants est connue à travers les recensements de la population effectués dans la commune depuis 1793. Pour les communes de moins de 10 000 habitants, une enquête de recensement portant sur toute la population est réalisée tous les cinq ans, les populations de référence des années intermédiaires étant quant à elles estimées par interpolation ou extrapolation. Pour la commune, le premier recensement exhaustif entrant dans le cadre du nouveau dispositif a été réalisé en 2007.

En 2022, la commune comptait 671 habitants, en évolution de −4,14 % par rapport à 2016 (Essonne : +2,89 %, France hors Mayotte : +2,11 %).
| 1793 | 1800 | 1806 | 1821 | 1831 | 1836 | 1841 | 1846 | 1851 |
| ---- | ---- | ---- | ---- | ---- | ---- | ---- | ---- | ---- |
| 126  | 92   | 96   | 119  | 92   | 105  | 113  | 127  | 137  |

| 1856 | 1861 | 1866 | 1872 | 1876 | 1881 | 1886 | 1891 | 1896 |
| ---- | ---- | ---- | ---- | ---- | ---- | ---- | ---- | ---- |
| 125  | 125  | 143  | 120  | 102  | 127  | 154  | 129  | 129  |

| 1901 | 1906 | 1911 | 1921 | 1926 | 1931 | 1936 | 1946 | 1954 |
| ---- | ---- | ---- | ---- | ---- | ---- | ---- | ---- | ---- |
| 127  | 127  | 113  | 123  | 133  | 147  | 112  | 111  | 117  |

| 1962 | 1968 | 1975 | 1982 | 1990 | 1999 | 2006 | 2007 | 2012 |
| ---- | ---- | ---- | ---- | ---- | ---- | ---- | ---- | ---- |
| 117  | 176  | 153  | 448  | 736  | 694  | 648  | 641  | 699  |

| 2017 | 2022 | - | - | - | - | - | - | - |
| ---- | ---- | - | - | - | - | - | - | - |
| 703  | 671  | - | - | - | - | - | - | - |

#### Pyramide des âges
En 2018, le taux de personnes d'un âge inférieur à 30 ans s'élève à 33,0 %, soit en dessous de la moyenne départementale (39,9 %). À l'inverse, le taux de personnes d'âge supérieur à 60 ans est de 27,6 % la même année, alors qu'il est de 20,1 % au niveau départemental.
En 2018, la commune comptait 341 hommes pour 362 femmes, soit un taux de 51,49 % de femmes, légèrement supérieur au taux départemental (51,02 %).
Les pyramides des âges de la commune et du département s'établissent comme suit.
| Hommes | Classe d’âge | Femmes |
| ------ | ------------ | ------ |
| 0,6    | 90 ou +      | 0,0    |
| 6,8    | 75-89 ans    | 5,3    |
| 19,6   | 60-74 ans    | 22,9   |
| 21,1   | 45-59 ans    | 19,6   |
| 18,7   | 30-44 ans    | 19,2   |
| 13,2   | 15-29 ans    | 12,7   |
| 20,0   | 0-14 ans     | 20,2   |

| Hommes | Classe d’âge | Femmes |
| ------ | ------------ | ------ |
| 0,5    | 90 ou +      | 1,4    |
| 5,4    | 75-89 ans    | 7,2    |
| 12,9   | 60-74 ans    | 13,9   |
| 20     | 45-59 ans    | 19,4   |
| 19,9   | 30-44 ans    | 20,1   |
| 20     | 15-29 ans    | 18,2   |
| 21,3   | 0-14 ans     | 19,8   |

## Politique et administration

### Politique locale
La commune de Saint-Aubin est rattachée au canton de Gif-sur-Yvette, représenté par les conseillers départementaux Michel Bournat (UMP) et Laure Darcos (UMP), à l'arrondissement de Palaiseau et à la cinquième circonscription de l'Essonne, représentée par le député Cédric Villani (LREM).
L'Insee attribue à la commune le code 91 3 03 538. La commune de Saint-Aubin est enregistrée au répertoire des entreprises sous le code SIREN 219 105 384. Son activité est enregistrée sous le code APE 8411Z.

### Maires de Saint-Aubin
| Période                                  | Période  | Identité                | Étiquette | Qualité |
| ---------------------------------------- | -------- | ----------------------- | --------- | ------- |
| 2001                                     | 2008     | Claudine Hecquet        | DVG       |         |
| 2008                                     | 2014     | Gaëtan de Guillebon     | DVG       |         |
| 2014                                     | en cours | Pierre-Alexandre Mouret |           |         |
| Les données manquantes sont à compléter. |          |                         |           |         |

### Tendances et résultats politiques
Élections présidentielles, résultats des deuxièmes tours
- Élection présidentielle de 2002 : 94,65 % pour Jacques Chirac (RPR), 5,35 % pour Jean-Marie Le Pen (FN), 81,83 % de participation[39].
- Élection présidentielle de 2007 : 53,49 % pour Nicolas Sarkozy (UMP), 46,51 % pour Ségolène Royal (PS), 90,14 % de participation[40].
- Élection présidentielle de 2012 : 51,53 % pour François Hollande (PS), 48,47 % pour Nicolas Sarkozy (UMP), 89,13 % de participation[41].
- Election présidentielle de 2017: 89,38 % pour Emmanuel Macron (EM), 10,62 % pour Marine le Pen (FN), 79,16 % de participation[42].
- Election présidentielle de 2022: 83,33% pour Emmanuel Macron (RE), 16,67% pour Marine le Pen (RN), 83,33% de participation[43].

Élections législatives, résultats des deuxièmes tours
- Élections législatives de 2002 : 63,78 % pour Pierre Lasbordes (UMP), 36,22 % pour Stéphane Pocrain (Les Verts), 69,26 % de participation[44].
- Élections législatives de 2007 : 59,03 % pour Pierre Lasbordes (UMP), 40,97 % pour Maud Olivier (PS), 68,54 % de participation[45].
- Élections législatives de 2012 : 52,23 % pour Maud Olivier (PS), 47,77 % pour Hervé Hocquard (UMP), 68,84 % de participation[46].
- Elections législatives de 2017: 66,07% pour Cédric Villani (EM), 33,93% pour Laure Darcos (LR), 49,72% de participation[47].
- Elections législatives de 2022: 50,43% pour Paul Midy (ENS), 49,57% pour Cédric Villani (NUP), 68,47% de participation[48].
- Elections législatives de 2024: 60,19% pour Paul Midy (EPR), 39,81% pour Pierre Larrouturou (NFP), 83,03% de participation[49].

Élections européennes, résultats des deux meilleurs scores
- Élections européennes de 2004 : 28,62 % pour Harlem Désir (PS), 19,18 % pour Patrick Gaubert (UMP), 60,57 % de participation[50].
- Élections européennes de 2009 : 32,39 % pour Michel Barnier (UMP), 24,51 % pour Daniel Cohn-Bendit (Europe Écologie), 58,21 % de participation[51].

Élections régionales, résultats des deux meilleurs scores
- Élections régionales de 2004 : 47,37 % pour Jean-François Copé (UMP) et Jean-Paul Huchon (PS), 5,26 % pour Marine Le Pen (FN), 72,40 % de participation[52].
- Élections régionales de 2010 : 56,71 % pour Jean-Paul Huchon (PS), 43,29 % pour Valérie Pécresse (UMP), 66,94 % de participation[53].

Élections cantonales, résultats des deuxièmes tours
- Élections cantonales de 2001 : données manquantes.
- Élections cantonales de 2008 : 48,16 % pour Thomas Joly (DVD) élu au premier tour, 29,95 % pour Pierre Guyard (PS), 73,22 % de participation[54].

Élections municipales, résultats des deuxièmes tours
- Élections municipales de 2001 : données manquantes.
- Élections municipales de 2008 : 300 voix pour Anne-Marie Florimond (?), 290 voix pour Bernard Mazière (?), 73,60 % de participation[55].
- Elections municipales de 2014 : 304 voix pour Gérard Guillan, 299 pour Benoit Julienne, 297 pour Marie-France Launet

Référendums
- Référendum de 2000 relatif au quinquennat présidentiel : 78,16 % pour le Oui, 21,84 % pour le Non, 39,49 % de participation[56].
- Référendum de 2005 relatif au traité établissant une Constitution pour l'Europe : 76,39 % pour le Oui, 23,61 % pour le Non, 83,08 % de participation[57].

### Enseignement

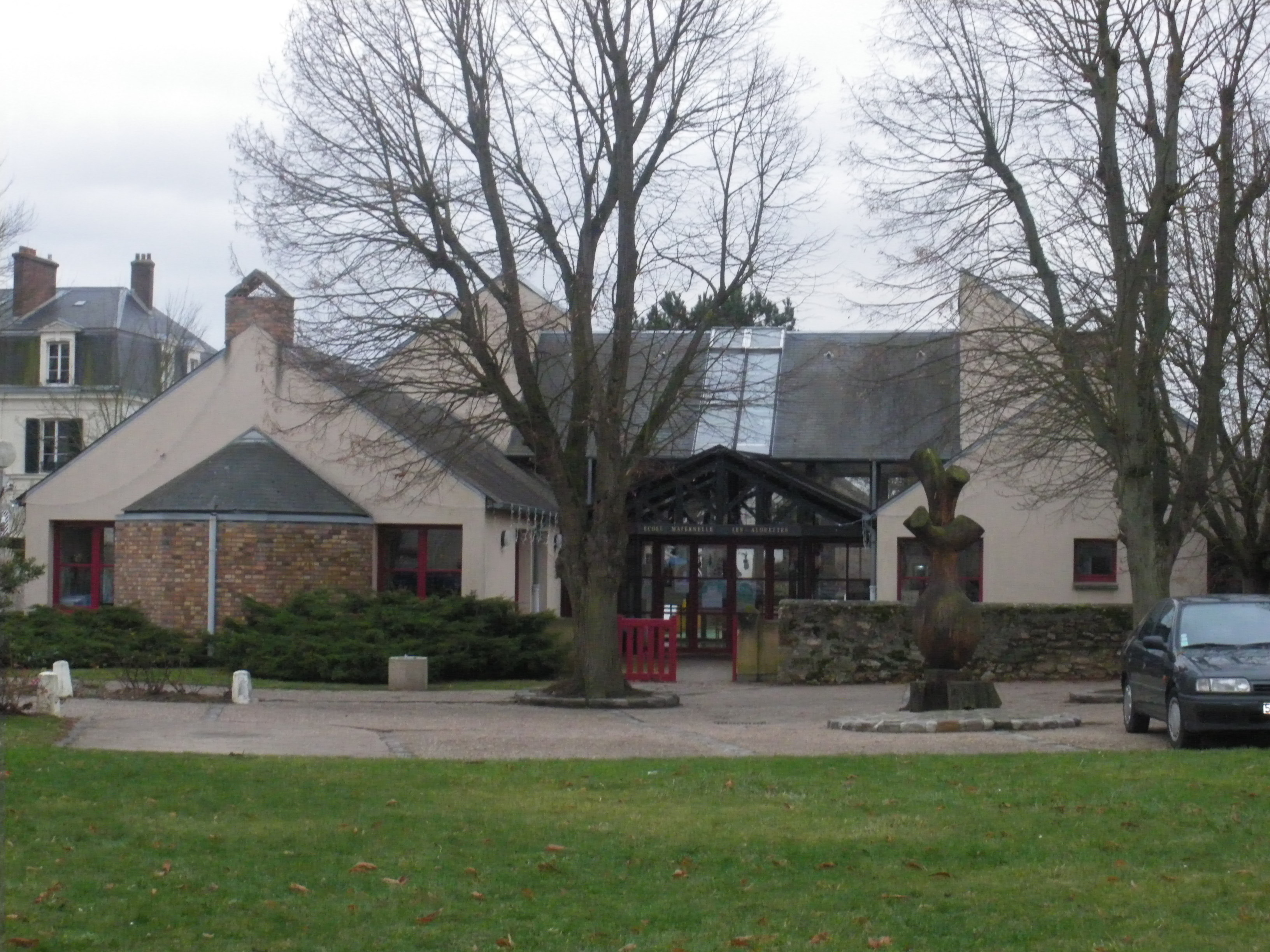
L'école des Alouettes.

Les élèves de Saint-Aubin sont rattachés à l'académie de Versailles. La commune dispose de l'école maternelle des Alouettes. Les enfants se rendent, du CP au CM2, à l'école élémentaire de Villiers-le-Bâcle puis au collège Juliette-Adam à Gif-sur-Yvette.

### Jumelages
La commune de Saint-Aubin n'est jumelée avec aucune ville internationale ou française.

## Vie quotidienne à Saint-Aubin

### Culture

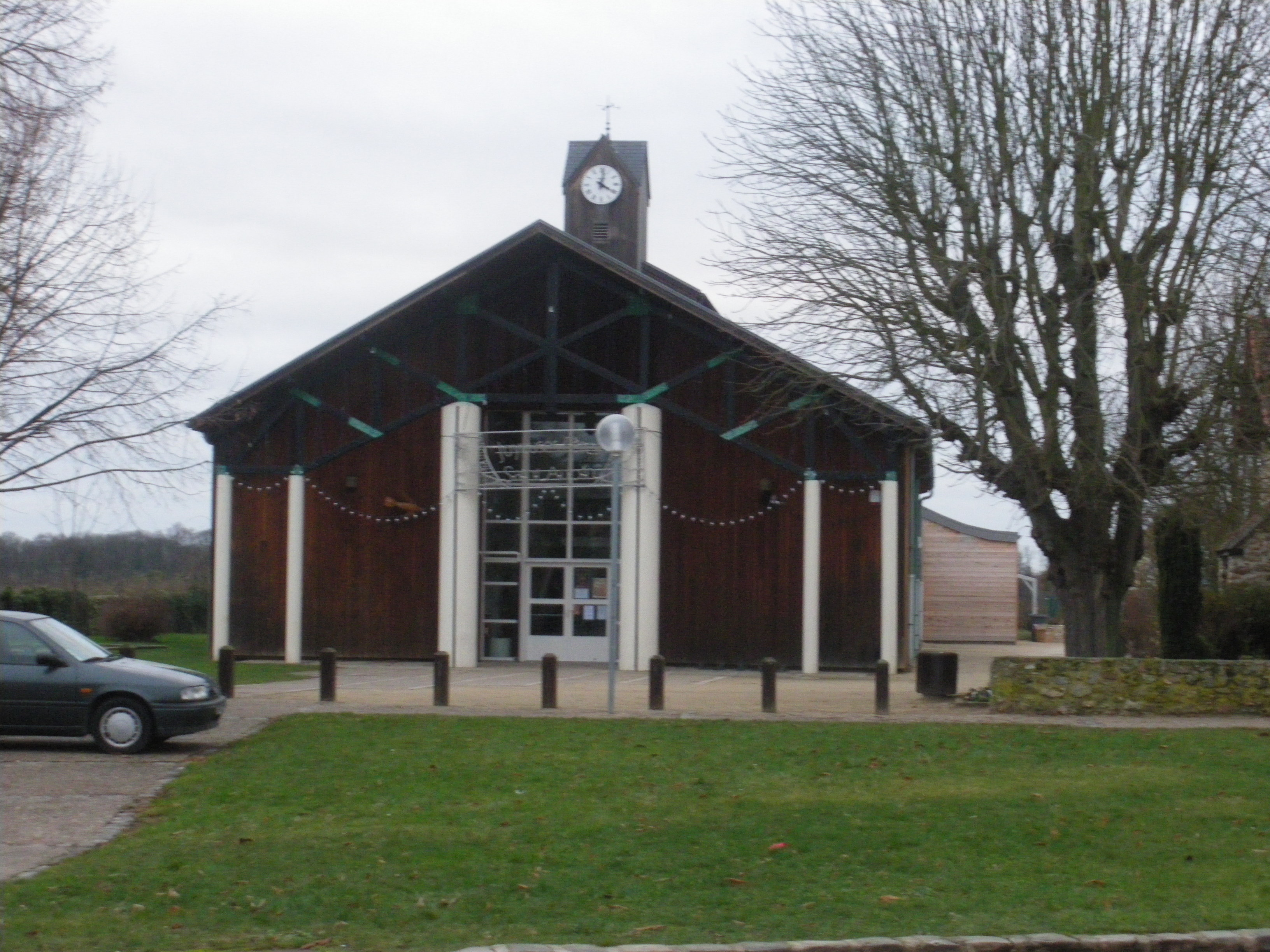
La bibliothèque.

La médiathèque intercommunale est située dans la Maison de la Colombe.

### Sports
Un terrain de golf de 18 + 9 trous est situé entre le nord du village et le CEA de Saclay. La commune dispose également d'un terrain de football pour l'entraînement ainsi qu'un city-stade situé derrière une salle polyvalente appelée Maison de la Colombe, où les associations saint-aubinoises proposent de nombreuses activités sportives, de deux centres équestres, de trois courts de tennis extérieurs et d'un terrain de pétanque.

### Lieux de culte
La paroisse catholique de Saint-Aubin est rattachée au secteur pastoral de l'Yvette-Gif-Orsay et au diocèse d'Évry-Corbeil-Essonnes. La commune ne dispose pas d'église, les messes sont dites dans la commune voisine de Gif-sur-Yvette.

### Médias
L'hebdomadaire Le Républicain relate les informations locales. La commune est en outre dans le bassin d'émission des chaînes de télévision France 3 Paris Île-de-France Centre, IDF1 et Téléssonne intégré à Télif.

## Économie
Deux sites du Commissariat à l'énergie atomique (CEA) sont implantés sur la commune de Saint-Aubin :
- le site de l'Orme des Merisiers se situe entièrement sur le territoire communal, au sud-est ;
- la partie sud du site du Centre d'études nucléaires de Saclay se trouve sur la commune de Saint-Aubin.

Le CEA et le CNRS y ont construit Soleil, une source géante de rayonnement synchrotron, à proximité du site de l'Orme des Merisiers.
Sur le côté du terrain du Synchrotron Soleil se trouvait une ancienne décharge de déchets radioactifs du Commissariat à l'énergie atomique, avec des sols contaminés par de nombreux produits dont la radioactivité, selon la CRIIRAD, était la suivante : Cs 137 (7 960 Bq), Ba 133 (90 Bq), Co 60 (3 175 Bq), Eu 152 (1 720 Bq), Eu 154 (150 Bq), Eu 155 (635 Bq), Am 241 (530 Bq), U 235 (70 Bq). On y trouvait aussi du plutonium 238 (98,3 Bq/kg), 239 et 240 (2153 Bq/kg)  d'origine militaire.

### Emplois, revenus et niveau de vie
En 2006, le revenu fiscal médian par ménage était de 33 076 €, ce qui plaçait la commune au vingt-septième rang parmi les 30 687 communes de plus de cinquante ménages que compte le pays et au premier rang départemental.
| Répartition des emplois par catégories socioprofessionnelles en 2006. |              |                                           |                                                   |                            |                          |                           |
|                                                                       | Agriculteurs | Artisans, commerçants, chefs d’entreprise | Cadres et professions intellectuelles supérieures | Professions intermédiaires | Employés                 | Ouvriers                  |
| Saint-Aubin                                                           | -            | -                                         | -                                                 | -                          | -                        | -                         |
| Zone d’emploi d’Orsay                                                 | 0,2 %        | 3,7 %                                     | 36,2 %                                            | 26,2 %                     | 21,4 %                   | 12,3 %                    |
| Moyenne nationale                                                     | 2,2 %        | 6,0 %                                     | 15,4 %                                            | 24,6 %                     | 28,7 %                   | 23,2 %                    |
| Répartition des emplois par secteurs d’activités en 2006.             |              |                                           |                                                   |                            |                          |                           |
|                                                                       | Agriculture  | Industrie                                 | Construction                                      | Commerce                   | Services aux entreprises | Services aux particuliers |
| Saint-Aubin                                                           | -            | -                                         | -                                                 | -                          | -                        | -                         |
| Zone d’emploi d’Orsay                                                 | 1,0 %        | 13,4 %                                    | 3,8 %                                             | 18,1 %                     | 30,5 %                   | 5,4 %                     |
| Moyenne nationale                                                     | 3,5 %        | 15,2 %                                    | 6,4 %                                             | 13,3 %                     | 13,3 %                   | 7,6 %                     |
| Sources : Insee,                                                      |              |                                           |                                                   |                            |                          |                           |

## Culture locale et patrimoine

### Patrimoine environnemental
Les bois dominant la vallée à l'ouest du territoire ont été recensés au titre des espaces naturels sensibles par le conseil général de l'Essonne.

### Patrimoine architectural

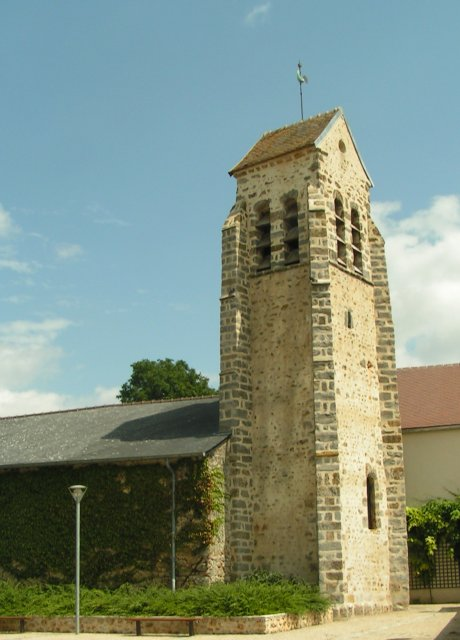
Le clocher de Saint-Aubin.

- Le clocher, de style roman, date du XIIIe siècle. Il est adossé à une ancienne ferme ayant appartenu aux Templiers puis à l'ordre de Malte.
- La rigole de Saint-Aubin recueillait les eaux pour l'alimentation des fontaines du château de Versailles.

### Héraldique et logotype
| Blason de Saint-Aubin. | La commune de Saint-Aubin ne dispose pas de blason. Elle s’est cependant dotée d’un logotype. |  |